# Colin Stetson
Colin Stetson (Ann Arbor, Michigan, 1975. március 3.–) amerikai szaxofonos, zeneszerző. Elsősorban technikailag kifinomult, "kiterjesztett" szaxofonjátékáról, free jazz produkcióiról, illetve az Arcade Fire, Bon Iver, a Bell Orchestre és az Ex Eye zenekarok közreműködőjeként ismert. A szaxofon mellett játszik klarinéton, basszusklarinéton, kürtön, fuvolán, kornetten.
Stetsonnak számtalan szólófelvétele van, többek között a New History Warfare 1., 2., és 3. része, több közös stúdióalbum feleségével, a hegedűs Sarah Neufelddel, illetve Henryk Górecki 3. szimfóniájának újraértelmezése.

## Élete
Stetson a Michigan állambeli Ann Arborban született, jelenleg Montréalban él. 15 évesen kezdett szaxofonleckéket venni. A Michigani Egyetem School of Musicjában volt ösztöndíjas, itt csatlakozott a Transmission Trióhoz. Emellett játszott a Boostamonte és a People's Bizarre zenekarokban.
Több tucatnyi művésszel készített felvételeket, többek között Tom Waitsszel, az Arcade Fire-ral, a TV On The Radióval, Feisttel, Bon Iverrel, Laurie Andersonnal, Lou Reeddel, Sinéad O'Connorral, a Nationallel, a Godspeed You! Black Emperorral, a BadBadNotGood-dal, Finkkel, az Animal Collective-vel, az LCD Soundsystemmel, Hamid Drake-kel, David Byrne-nel, Bill Laswellel, Evan Parkerrel, Jolie Hollanddel, a Chemical Brothers-zel, My Brightest Diamonddal, Angélique Kidjóval, Kevin Devine-nal, David Gilmore-ral, Anthony Braxtonnal és Beanie Burnettel.
Különleges, "kiterjesztett" játéktechnikájában alkalmazza körkörös légzést, a multifóniát, az altissimót, a mikrotonalitást, a szelepcsattogtatást, billentyűkattogtatást, hörgést. Technikájának összhatása késztette a New Yorker filmkritikusát, Anthony Lane-t, hogy az Örökség című horrorfilm Stetson által írt zenéjéről azt írja, hogy Stetson azt "hegedűre, ütőhangszerekre, bálnahangra és denevérekre hangszerelte". "Semmi sem az, aminek hallatszik, ettől válik nyugtalanítóvá, nem e világivá, zavarbaejtővé", írta a Recorder kritikusa.

## Diszkográfia

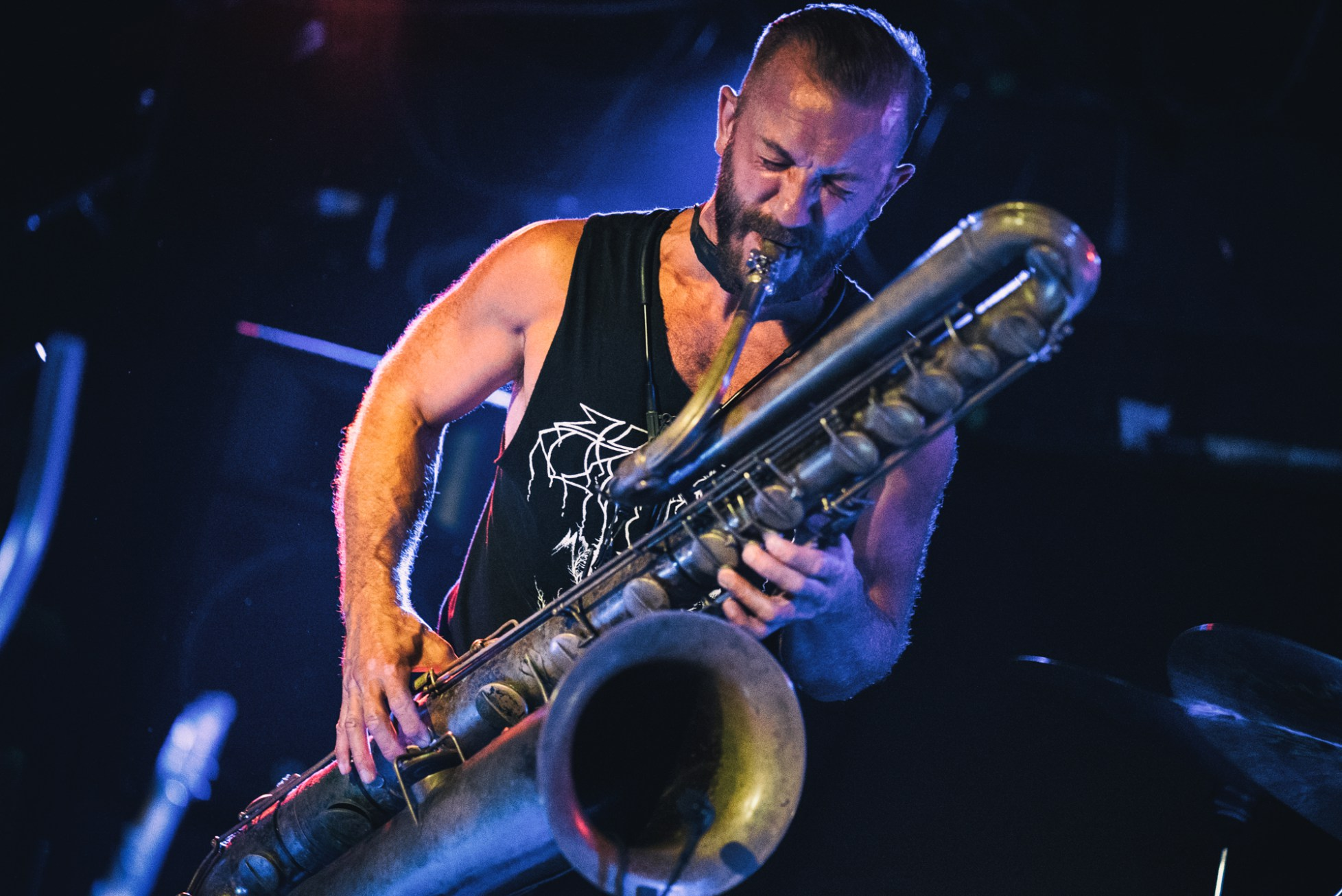
Colin Stetson az Ex Eye fellépésén a 2017-es Strange Matter fesztiválon

### Szólólemezek
- Tiny Beast (2003), a Transmission Trióval
- Slow Descent (2003)
- New History Warfare Vol. 1 (2007)
- New History Warfare Vol. 2: Judges (2011)
- Stones (2012) Mats Gustafssonnal
- New History Warfare Vol. 3: To See More Light (2013)
- Never Were the Way She Was (2015) Sarah Neufelddel
- Sorrow: A Reimaging of Gorecki's 3rd Symphony (2016)
- All This I Do for Glory (2017)
- Ex Eye (2017) az Ex Eye-jal
- Chimæra I (2022)
- When We Were That What Wept for the Sea (2023)

### Film- és sorozatzenék
- Blue Caprice (2013)
- La Peur (2015)
- Outlaws and Angels (2016)
- Örökség (2018)
- The First (2018)
- Color Out of Space (2020)
- Barkskins (2020)
- Deliver Us (2020)
- The War Show (2020)
- Mayday (2021)
- A texasi láncfűrészes mészárlás (2022)
- Among the Stars (2022)
- A menü (2022)

### Közreműködések

#### Tom Waitsszel
- Blood Money (2002)
- Alice (2002)
- Orphans: Brawlers, Bawlers  Bastards (2006)

#### AzArcade Fire-ral
- Neon Bible (2007)
- The Suburbs (2010)
- Reflektor (2013)

#### ATV On The Radióval
- Dear Science (2008)

#### Jolie Hollanddal
- The Living and the Dead (2008)

#### Feisttel
- Metals (2011)

#### Esmerine-nal
- La Lechuza (2011)[6]

#### A Timber Timbre-ral
- Creep On Creepin' On (2011)
- "Hot Dreams" (2014)

#### ABADBADNOTGOOD-dal
- IV (2016)

#### Az Animal Collective-vel
- Painting With (2016)

Sarah Neufelddel
- The Ridge (2016)